# Tudun Wada
Tudun Wada est une zone de gouvernement local de l'État de Kano au Nigeria,.

## Personnalités liées
- Hajia Gambo Sawaba (1933-2001), femme politique et philanthrope nigériane.

## Source
- (en) Cet article est partiellement ou en totalité issu de l’article de Wikipédia en anglais intitulé « Tudun Wada » (voir la liste des auteurs).